# Without You I'm Nothing (nummer)
Without You I'm Nothing is een nummer van de Britse band Placebo, uitgebracht als het titelnummer van hun tweede album Without You I'm Nothing en als de vierde single van dit album. Het nummer bevat gastvocals van zanger David Bowie. Het nummer bereikte de 52e plaats in de Australische hitlijsten en positie 79 in Frankrijk.
Placebo speelde het nummer vaak live tussen de tournees voor Without You I'm Nothing en Sleeping with Ghosts. Daarna werd het vaak gespeeld tijdens de tour voor Meds. In april 2012 keerde het nummer terug in de setlist, maar werd in de zomer van dat jaar niet meer gespeeld.

## Tracklist
- Alle nummers geschreven door Placebo.

Cd-versie (Verenigd Koninkrijk)
1. "Without You I'm Nothing" (Singlemix) - 4:16
2. "Without You I'm Nothing" (UNKLE mix) - 5:08
3. "Without You I'm Nothing" (Flexirol mix) - 9:26
4. "Without You I'm Nothing" (BIR mix) - 10:53

Cd-versie (Europa)
1. "Without You I'm Nothing" (Singlemix) - 4:16
2. "Without You I'm Nothing" (UNKLE mix) - 5:08

12"-versie (Verenigd Koninkrijk)
1. "Without You I'm Nothing" (UNKLE mix) - 5:08
2. "Without You I'm Nothing" (Flexirol mix) - 9:26
3. "Without You I'm Nothing" (BIR mix) - 10:53